# Ata (volcan)
Pour les articles homonymes, voir Ata.
L'Ata est un stratovolcan éteint, qui se trouve à la frontière entre la IIIe région chilienne d'Atacama, et la province argentine de Catamarca (département de Tinogasta). Sa hauteur de 6 501 mètres en fait un des géants des Andes.

## Situation
Le volcan Ata fait partie de la petite chaîne volcanique enneigée de la zone des 27 degrés de latitude sud, d'une cinquantaine de kilomètres de long, située sur le rebord nord de la cuvette de la salina de la Laguna Verde, à la frontière argentino-chilienne et abritant plusieurs des plus hauts volcans de la terre. Il est situé à une quinzaine de kilomètres au sud du Nevado Ojos del Salado et à l'est-sud-est du Nevado Tres Cruces. Il est surtout très proche du Nacimientos qui se dresse au sud à moins de trois kilomètres ; certains considèrent qu'il en fait partie en raison de sa hauteur de culminance inférieure à 150 mètres.
Au nord-ouest, il n'a pas de voisin géant, et domine avec d'autres la dépression chilienne du désert d'Atacama.